# Demon's Winter
Demon's Winter est un jeu vidéo de rôle développé et publié par Strategic Simulations en janvier 1988 sur Amiga, Apple II, Atari ST, Commodore 64 et DOS. Il fait suite à Shard of Spring , publié en  1987, dont il reprend l’univers médiéval-fantastique. Son scénario prend place deux cents ans après celui du jeu original alors que le monde doit faire face à un nombre croissant d’attaques de créatures démoniaques. Le joueur contrôle un groupe de cinq aventurier devant trouver la source du mal et de la vague de froid qui paralyse le pays. 

## Accueil
| Demon's Winter  |      |       |
| Média           | Pays | Notes |
| Datormagazin    | US   | 5/10  |
| Amiga Computing | US   | 56 %  |
| Amiga Format    | US   | 68 %  |
| Gen4            | FR   | 65%   |
| Tilt            | FR   | 16/20 |
| Zzap            | US   | 70 %  |

Rétrospectivement, la journaliste Scorpia du magazine Computer Gaming World estime que Demon's Winter est un jeu du même style que son prédécesseur, Shard of Spring, mais qu’il bénéficie de nombreuses améliorations. Elle note en effet que le monde du jeu est plus vaste, avec plus de chose à faire, et que progresser dans ses donjons nécessitent en plus de résoudre des énigmes. Si elle regrette que ses combats ne soient pas aussi équilibrés que possible, elle  ajoute finalement que le jeu bénéficie d’un scénario intéressant et d’une fin « rafraichissante », qui ne se limite pas à un affrontement avec un gros méchant.